# Problème de la démarcation
Le problème de la démarcation est le problème de la définition de critères rationnels permettant de distinguer la science de la non-science. Ce problème s'applique aussi bien aux domaines de connaissance, méthodes scientifiques ou non, théories admises ou alternatives, et à la pratique elle-même de la science.
Pour le philosophe des sciences Karl Popper, le problème de la démarcation est appelé "problème de Kant" : "Comment les énoncés synthétiques peuvent-ils être valides a priori",. "Sa signification n'est pas seulement théorético-philosophique, mais elle est aussi de la plus grande actualité pour les sciences particulières, et tout simplement pour la pratique de la recherche dans celles qui sont les moins développées". Il écrit, en outre : "J'appelle problème de la démarcation la question du critère de démarcation. Autrement dit : comment peut-on, en cas de doute, décider si l'on est en présence d'une proposition scientifique ou seulement d'une assertion métaphysique - ou, en un mot : quand une science n'est-elle pas une science" ?. Donc, pour Popper, la solution au problème de la démarcation doit mener à l'édification de son critère de démarcation, la réfutabilité, afin de distinguer, en premier lieu, les énoncés scientifiques des énoncés métaphysiques.
La question est ainsi de savoir ou décider de ce qui est scientifique ou au contraire ne doit pas être considéré comme tel ; mais pourquoi ? comment ? selon quel critère ? et pourquoi ce critère-là ? C'est donc un problème essentiel, philosophique mais directement fondamental pour la science, et dont l'étude mène nécessairement à s'interroger sur la science et sa nature, à questionner ses prétentions ou plutôt celles du scientisme, notamment à « dire la vérité » ou « décrire la nature telle qu'elle est ».

## Antiquité
Dans la Rome antique, Cicéron écrivait De divinatione, une riche source historique pour comprendre la conception de la scientificité dans l'antiquité romaine classique.

## Le critère de Karl Popper: La «réfutabilité»
Selon le philosophe Karl Popper, une théorie n'est scientifiquement acceptable que si elle est « réfutable », c’est-à-dire qu'elle peut être soumise à des tests expérimentaux afin de vérifier la concordance de ses prédictions théoriques avec les observations. Une hypothèse qui ne pourrait être réfutée par aucune expérience ou observation n'est pas scientifique.
Cette réfutabilité est aujourd'hui le critère de démarcation entre science et non-science le mieux connu du grand public. Chaque discipline a ses propres critères de réfutabilité qui permettent, notamment, de délimiter leur champ d'étude.